# Nelson Kinsley

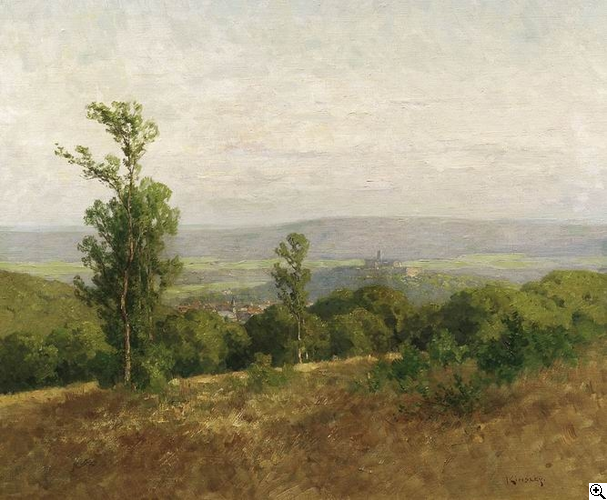
Taunuslandschaft mit Königstein

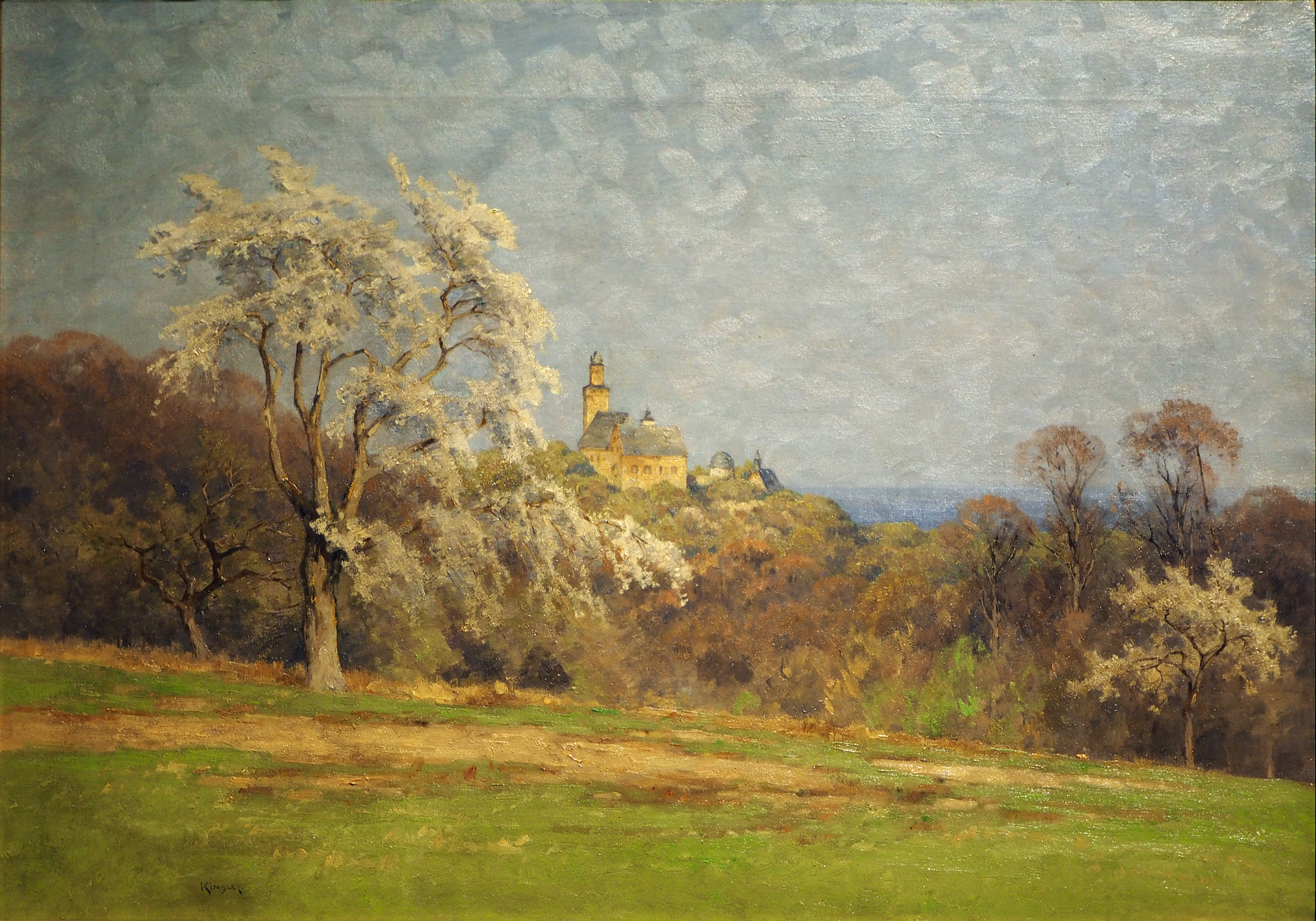
Apfelblüte in Kronberg

Nelson Gray Kinsley (* 14. Juli 1863 in Canton, Massachusetts; † 2. Mai 1945 in Kronberg im Taunus) war ein US-amerikanischer Landschafts-, Jagd- und Tiermaler.

## Leben
Nach dem Tod von Kinsleys Vater trat seine Mutter zusammen mit den beiden Söhnen eine große Europareise an. 1874 ließ sich die Familie in Frankfurt am Main nieder. Auf Fürsprache von Adolf Hoeffler bekam Kinsley ab 1878 mit 15 Jahren Unterricht bei Anton Burger in Kronberg. Hier schloss er sich der Gemeinschaft an, die sein Lehrer Burger initiiert hatte. Von 1882 bis 1884 erhielt er Privatunterricht im Umfeld der Kunstakademie Düsseldorf, unter anderem bei Christian Kröner.
Bevor er 1884 nach Karlsruhe an die Kunstakademie ging, heiratete er Louise Burger, eine Tochter seines Lehrers Burger. In Karlsruhe war Kinsley 1887/91 Schüler von Hermann Baisch.
1897 kehrte Kinsley nach Kronberg zurück und ließ sich dort nieder. Hier schuf er seine meist kleinformatigen Bilder in seinem bevorzugten Genre der Landschafts-, Jagd- und Tiermalerei.

## Werke (Auswahl)
- Mondaufgang
- Waldineres
- Rehgeiß mit Kitzen
- Abendstimmung im Winter